# 선화여자중학교 (인천)
선화여자중학교(善花女子中學)는 대한민국 인천광역시 미추홀구 도화동에 있는 공립 중학교이다.

## 학교 연혁
- 1965년 2월 24일 : 학교법인 선인학원 인가
- 1968년 11월 20일 : 항도여자중학교 12학급 인가
- 1969년 3월 3일 : 인천직할시 남구 도화동 235번지 개교
- 1969년 4월 17일 : 선화여자중학교 교명 변경
- 1994년 3월 1일 : 인천광역시 공립학교 인가
- 1994년 3월 1일 : 초대 박준호 교장 취임
- 2023년 2월 10일 : 제52회 6학급 184명 졸업(누계 25,793명)
- 2024년 3월 1일 : 제12대 이상훈 교장 취임
- 2024년 3월 4일 : 17학급 편성 175명 입학 (학생수 457명)

## 참고 자료
- 선화여자중학교 - 한국교육학술정보원 학교알리미